# Johan Devos
Johan Devos (Roeselare, 10 mei 1966) is een Belgisch voormalig wielrenner. Hij was actief als prof van 1988 tot en met 1994. 

## Belangrijkste overwinningen
1987
- Etappe 3b Ronde van België, Amateurs

1990
- Gullegem Koerse

1992
- Omloop van het Houtland
- GP Raf Jonckheere

1993
- Halle-Ingooigem

## Resultaten in voornaamste wedstrijden
| Jaar | Parijs-Roubaix | Kuurne-Brussel-Kuurne | Gent-Wevelgem |
| ---- | -------------- | --------------------- | ------------- |
| 1988 |                | 9e                    |               |
| 1989 |                | Brons                 |               |
| 1990 |                | 7e                    | 98e           |
| 1991 | 42e            | 4e                    | 112e          |